# Coryphantha pallida
Coryphantha pallida ist eine Pflanzenart in der Gattung Coryphantha aus der Familie der Kakteengewächse (Cactaceae). Das Artepitheton pallida stammt aus dem Lateinischen, bedeutet ‚blass‘ und verweist auf die Farbe der Blüten.

## Beschreibung
Coryphantha pallida wächst einzeln oder bildet Gruppen. Die kugelförmigen blaugrünen Triebe erreichen Durchmesser von bis zu 12 Zentimeter. Die kurzen, dicken Warzen stehen eng beieinander. Die drei Mitteldornen sind schwarz oder weiß mit einer schwarzen Spitze. Sie sind bis zu 1,5 Zentimeter lang. Die oberen beiden Mitteldornen stehen ab. Die 20 oder mehr weißen Randdornen liegen an der Trieboberfläche an.
Die hell zitronengelben Blüten sind 6 bis 7 Zentimeter lang und erreichen ebensolche Durchmesser. Die grünlich braunen Früchte weisen Längen von bis zu 2 Zentimeter auf.

## Verbreitung, Systematik und Gefährdung
Coryphantha pallida ist in den mexikanischen Bundesstaaten Puebla und Oaxaca auf Schwemmböden sowie Hügelseiten und Hügelkanten in Kalkschotter verbreitet.
Die Erstbeschreibung durch Nathaniel Lord Britton und Joseph Nelson Rose wurde 1923 veröffentlicht.
Es werden folgende Unterarten unterschieden:
- Coryphantha pallida subsp. pallida
- Coryphantha pallida subsp. calipensis (Bravo ex S.Arias, Gama & U.Guzmán) Dicht & A.Lüthy
- Coryphantha pallida subsp. pseudoradians (Bravo) U.Guzmán & Vázq.-Ben.

In der Roten Liste gefährdeter Arten der IUCN wird die Art als „Least Concern (LC)“, d. h. als nicht gefährdet geführt.

## Nachweise